# Jon Irureta Rey
Jon Irureta Rey (Azpeitia, 24 de desembre de 1966) és un exfutbolista basc, que ocupava la posició de defensa.

## Trajectòria
Comença a destacar a les files del Sestao Sport, a Segona Divisió. Amb els bascos és titular a la campanya 90/91, en la qual hi disputa 35 partits. Fitxa llavors pel RCD Mallorca, amb qui debuta a la màxima categoria, però només hi apareix en set ocasions. El club balear, a més a més, és cuer de primera divisió.
Amb els mallorquins a la categoria d'argent, el defensa hi roman dues campanyes més. A la primera hi juga 14 partits, mentre que a la següent només hi suma un partit.